# Viễn Tây Đỏ
Viễn Tây Đỏ (tiếng Anh: Ostern, Istern) là một thông dụng ngữ đặc tả dòng điện ảnh Viễn Tây tại Liên Xô và khối cộng sản Đông Âu, nay mở rộng thành thể loại điện ảnh chế tác tại các quốc gia cộng sản.

## Lịch sử

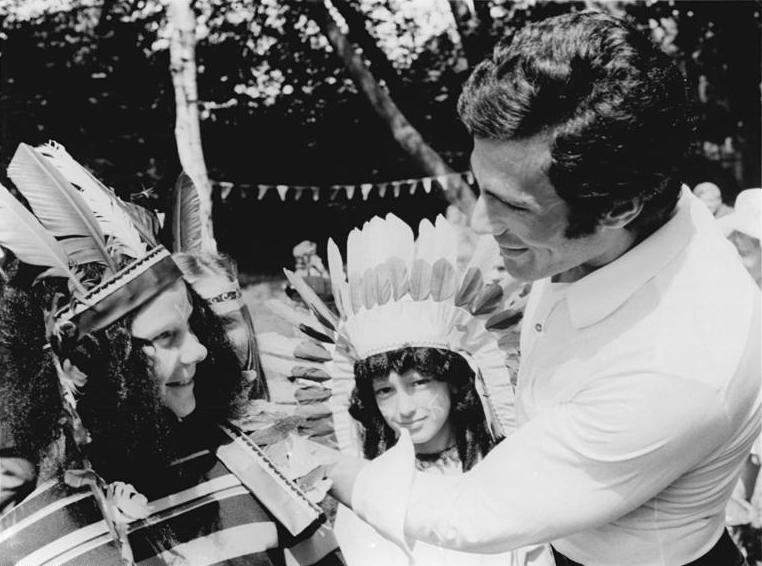
Tuy không đề xuất phong cách gì mới, nhưng phim Những đứa con của Gấu Mẹ vĩ đại được coi là vì cứu tinh bởi xuất hiện đúng thời điểm điện ảnh Viễn Tây kiểu Mỹ suy thoái trước trào lưu Ý.

Thuật ngữ Viễn Tây Đỏ chỉ xuất hiện quãng từ thập niên 1960 trở đi, khi tại các quốc gia cộng sản Đông Âu bắt đầu có sự khởi sắc trong nền kinh tế hậu chiến, nhờ vậy kích thích phần nào sự nới lỏng các hạng mục kiểm duyệt văn nghệ, cho phép du nhập một số yếu tố Tây phương (đặc biệt Mỹ và Ý). Thời này, dòng điện ảnh Viễn Tây kiểu Ý đang dần trở thành xu hướng thời thượng qua những bước đột phá của Sergio Leone và Sergio Corbucci, vì thế phát sinh hiện tượng đi từ bắt chước tới cải biến phong cách điện ảnh Viễn Tây tại hàng loạt nền điện ảnh phát triển nhất Đông Âu như Tiệp Khắc, România và Liên Xô. Riêng tại Nam Tư, đích thân tổng thống Josip Broz Tito còn mời các minh tinh thượng hạng Hollywood về thực hiện một số cuốn kết hợp giữa phiêu lưu mạo hiểm và chiến tranh.
Tại Cộng hòa Dân chủ Đức, ngay sau vụ đào tị của nam danh ca John Reed, hãng DEFA đã đặc cách mời ông thực hiện trên dưới chục cuốn phim Viễn Tây kết hợp ca nhạc đậm phong cách Mỹ, còn đài truyền hình quốc gia cũng mời ông trình diễn các ca khúc nhạc đồng quê mang âm hưởng dân gian Bắc Mỹ. Để rồi sau đó, loạt phim Những đứa con của Gấu Mẹ vĩ đại với tài tử chính người Nam Tư Gojko Mitić gây cơn sốt trên điện ảnh truyền hình khắp thế giới
Tuy nhiên, ngay từ thời phim câm, quốc gia cộng sản tiên phong Liên Xô đã chế tác những bộ phim giả Viễn Tây Mỹ hoặc Viễn Tây trong bối cảnh và cốt truyện rất Nga. Tới những năm được coi là "hoàng hôn" cộng sản Đông Âu, điện ảnh Liên Xô thậm chí vươn lên thống trị màn bạc Viễn Tây thế giới với một vài xuất phẩm đạt kỷ lục doanh thu và còn đầy ý tưởng nghệ thuật được đánh giá cao.
Ngày nay, dòng điện ảnh Viễn Tây Đỏ vẫn được duy trì tại Trung Quốc đại lục, Cộng hòa Dân chủ Nhân dân Triều Tiên và Việt Nam. Bối cảnh và câu truyện thường là sự học tập kiểu mẫu dàn dựng tại Tây phương (đặc biệt Mỹ và Ý) kết hợp với lối triết lý hợp với thị hiếu khán giả quốc nội, yếu tố chính trị bắt đầu được gia giảm đi cho nội dung phim bớt phần nặng nề hơn.

## Nghệ thuật

Phim Người thứ sáu, một trong những phim Viễn Đông rất thành công của đạo diễn kì cựu Samvel Gasparov.

Ở hiện đại hậu kì, khi dòng điện ảnh Viễn Tây Đỏ thu hẹp chỉ còn ở một vài quốc gia cộng sản Á châu, giới phê bình tạm chia dòng phim này theo hai tiểu thể loại:
- Viễn Tây Đỏ (Red Westerns): Dòng phim hoàn toàn mô phỏng Viễn Tây Mỹ về bối cảnh, nhân vật và tuyến truyện, tuy nhiên ý nghĩa thường đậm tính định hướng hiện thực xã hội chủ nghĩa. Các câu truyện thường đặc tả xung đột giữa kẻ giàu người nghèo, giới chủ trại giàu có và tá điền nghèo khổ, hay những chủ nhà băng tham lam keo kiệt và toán kị binh cuồng sát dân da đỏ; các nhân vật trung tâm thường là cao bồi nghĩa hiệp, mẫu người chân chính, không tham của cải và không chùn bước trước bạo quyền. Dòng phim này hầu như được sản xuất tại Đông Đức và Tiệp Khắc, riêng tại Liên Xô chỉ thực hiện những cuốn phim Viễn Tây kiểu này bằng giọng điệu trào phúng, câu truyện khôi hài.
- Viễn Đông (Osterns): Dòng phim chủ yếu thực hiện tại Liên Xô với bối cảnh là miền thảo nguyên Nga thời Nội Chiến hoặc những cuộc nông dân khởi nghĩa ở trung đại. Một số ít thực hiện tại România với bối cảnh thảo nguyên Karpat hoặc Nam Tư với những cuộc chiến chống Ottoman hoặc Đức Quốc Xã.

Ngoài ra, còn có hai dòng khác tồn tại chỉ trong ba thập niên cuối thế kỷ XX, được coi là bổ sung cho điện ảnh Viễn Tây Đỏ:
- Viễn Tây Nam Tư (Gibanitsa westerns): Dòng điện ảnh này có cách gọi thực chất hơn là "phim du kích", phát xuất từ Nam Tư dưới sự chỉ đạo trực tiếp của lĩnh tụ Tito. Ban đầu chỉ lấy bối cảnh cuộc chiến tranh du kích do Tito lĩnh đạo hồi Đệ nhị thế chiến, về sau được nhiều quốc gia khác, trong đó có Việt Nam, tiếp thu và kể những câu truyện mang bản sắc riêng.
- Viễn Tây Hungary (Goulash westerns): Dòng điện ảnh do đạo diễn lừng danh György Szomjas khởi xướng, với bối cảnh và câu truyện mang bản sắc Hungary.

## Liên kết
1. ↑  Сайт spaghetti-western.net Информация о фильме «Трансильванцы на Диком Западе»
2. ↑  Андрей Шарый (ngày 26 tháng 11 năm 2007). "Зоркий Сокол и Ульзана на тропе войны - non fiction". ЛИТЕРАТУРНОЕ ПРИЛОЖЕНИЕ. Радио Свобода. Bản gốc lưu trữ ngày 23 tháng 2 năm 2012. Truy cập ngày 8 tháng 10 năm 2011.
3. ↑  "«За пригоршню золота» Интервью Никиты Михалкова порталу Film.ru". Bản gốc lưu trữ ngày 20 tháng 12 năm 2012. Truy cập ngày 2 tháng 3 năm 2010.
4. ↑  Wright, Esmee (ngày 19 tháng 6 năm 2019). "Untold Stories: Bollywood and the Soviet Union". Varsity. Truy cập ngày 31 tháng 5 năm 2020.

### Tư liệu
- Вестерн по-немецки
- Красные вестерны
- Она написала свой истерн
- ИСТерн на новых рельсах
- Виктор Топоров «Изуверы, прагматики, мыловары»